# Tuvana Türkay

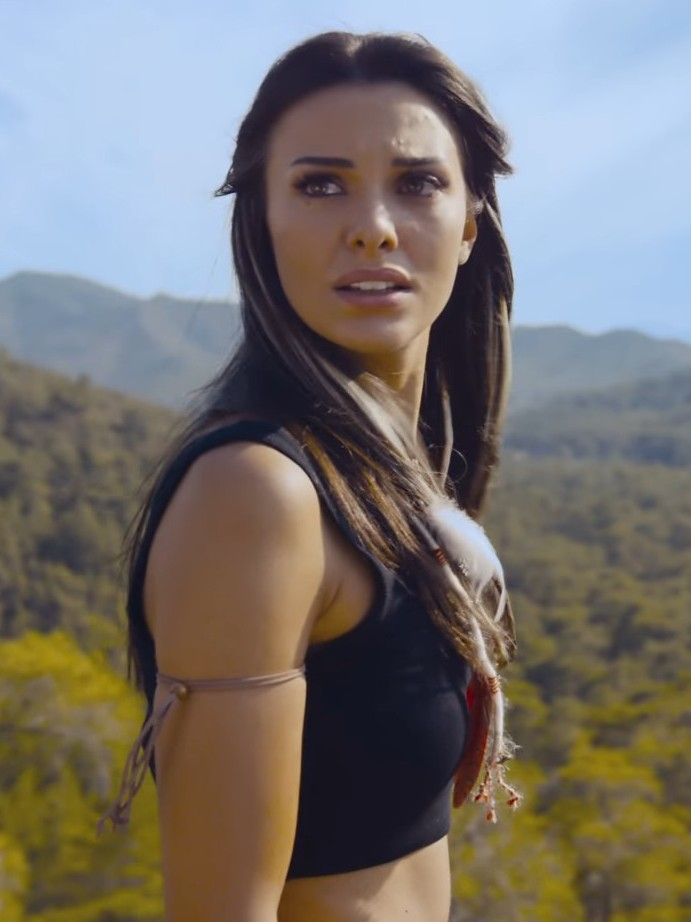
Tuvana Türkay in 2016

Tuvana Türkay (* 3. Oktober 1990 in Istanbul) ist eine türkische Schauspielerin.

## Biografie
Tuvana Türkay wurde 1990 in Istanbul als Tochter einer bulgarischen Einwandererfamilie geboren und setzte nach ihrem Abschluss am Güneş College Istanbul ihre Ausbildung an der Radio- und Fernsehabteilung der Beykent-Universität fort. Sie spielte unter anderem den Charakter Kevok in der 2009 erschienenen Ayrılık-Serie und den Charakter Bade Palalı in der Yer-Gök-Aşk-Serie in den Jahren 2011–2012. In den Jahren 2014 bis 2015 spielte sie die Rolle der Bahar Çınar in der Kara-Para-Aşk-Serie.
Ihre ältere Schwester, Çağrı Katre Türkay, ist ebenfalls Model und Schauspielerin.

## Filmografie

### Film
- 2013: Eksik Sayfalar
- 2015: En Güzeli
- 2015: Güvercin Uçuverdi
- 2015: Bizans Oyunları (Game of Byzantine)
- 2016: Somuncu Baba Aşkın Sırrı
- 2016: Sen Sağ Ben Selamet
- 2017: Olanlar Oldu
- 2017: Bir Nefes Yeter
- 2019: Ağır Romantik

### Fernsehserien
- 2009–2010: Ayrılık
- 2010: Nakş-ı Dil Sultan
- 2010–2012: Yer Gök Aşk
- 2014‐2015: Kara Para Aşk
- 2016: Oyunbozan
- 2017: Deli Gönül
- 2017–2018: Kızlarım İçin
- 2019–2020: Yasak Elma
- Seit 2024: Teşkilat

## Diskografie

### Singles
- 2015: Ara Ne Olursun (Hintergrundstimme: Mustafa Ceceli)
- 2015: Güvercin Uçuverdi (mit Atalay Demirci & Taylan Özgür Ölmez)
- 2015: Tuana
- 2019: Yalan De
- 2019: Diğer Yarım (mit Tuna Kiremitçi)
- 2021: Ah Aşk
- 2022: Geceler